# Cassel (Norte)
Cassel (en neerlandés: Kassel, Castellum Menapiorum en latín (que significa el castillo de los menapios). Es el nombre de una población y municipio francés (comuna), capital del Flandes francés, situado en el departamento del Norte y la región Norte-Paso de Calais. Su nombre deriva de Castel (castillo).

## Geografía, Geología
Con sus 176 metros de altura, el Monte Cassel es un cerro testigo, reliquia de la era terciaria. Cassel domina ampliamente la llanura de los Flandes marítinos franceses y belgas, pero el punto culminante de la región es el Monte de Baives (239 metros).
Sobre los mapas de carreteras actuales, se distingue la importancia de las antiguas vías romanas que tenían una disposición radial alrededor de Cassel, dibujando todavía las fronteras de municipios vecinos (hacia Dunkerque, hacia Watten, hacia Aire-sur-la-Lys). Hay en realidad más vías romanas de las que se deducen, dado que en la época romana Cassel era uno de los dos grandes nudos de comunicaciones del norte de Galia. Desde el parque de la cima del monte, se pueden distinguir fácilmente a simple vista.

## Historia
Antes de la llegada de los romanos, la ciudad era una de los famosos castros (oppidum) que servía de asentamiento principal al pueblo de los morinos: se llamaba entonces Castellum morinorum que se cambiaría más tarde a Castellum menapiorum bajo el Ménapie romano cuando la ciudad sería dada al pueblo de los menapios por el emperador romano Carino quien por otra parte recibió el “ triunfo ” en Roma por su victoria.
El Monte Cassel pasa a ser, gracias a los romanos, un centro urbano importante para los menapios. Su nombre latino era “Castellum menapiorum” (de latín castellum: castillo y menapiorum: menapios). El nombre Cassel deriva de castellum según las normas de fonética germánicas.
- En el siglo X, Balduino III de Flandes organiza la primera feria.

Más adelante, el sector de Cassel será el teatro de varias batallas:
- 1071: victoria de Roberto I el Frisón, conde de Flandes, sobre su hermano
- 1328: batalla de Cassel, victoria de Felipe VI de Valois sobre los comuneros flamencos
- 1482: Incluida en los Países Bajos de los Habsburgo
- 1676: La villa es ocupada por las tropas francesas, ya la habían ocupado en 1645 y entre 1658-1659
- 1677: Batalla de Cassel, guerra franco-neerlandesa. Victoria de Felipe de Francia, hermano de Luis XIV, sobre una coalición antifrancesa dirigida por Guillermo de Orange, gobernador de las Provincias Unidas
- 1678: Los Tratados de Nimega suponen su anexión por Francia
- En 1782, la Enciclopedia metódica de geografía moderna (1782)1 describe Cassel del siguiente modo; “Bonita ciudad desmontada, y castellanía de Francia, en Flandes, diputación de Lille. Ella fue notable por las tres batallas que tuvieron lugar cerca de sus murallas, contra Felipe I, rey de Francia, fue vencido por Robert el Frisón , conde de Flandes en 1071; contra Felipe IV de Francia, el Hermoso, que logró una victoria completa sobre los sujetos del conde de Flandes que se habían revelados, y saqueó la ciudad en 1318; y contra Felipe, duque de Orleans, quien, en 1677 allí derrotó al príncipe de Orange, y tomó la ciudad. Fue  cedida a Francia en 1678 , por el Tratado de Nimega. Está sobre una montaña, donde se encuentra el patio de un antiguo castillo. Se disfruta de una de las más bonitas vistas del universo. Desde este patio, se descubren treinta y dos ciudades, un gran espacio de mar, y las costas de Inglaterra, a 6 leguas del mar, 4 al noreste de Saint-Omer, 7 al sureste de Gravelines, 6 sureste de Dunkerque, y longitud. 20 d. 9' 9" ; latitud 50 d. 47' 54". Esta ciudad fue construida a l;o largo, teniendo la plaza o gran mercado en medio, adornado con una bonita fuente. Hay dos colegiatas, que hacen también de parroquias, un hospital, un colegio, &c. (М.D.M.) » En esta época Cassel dominaba aún un paisaje de densos sotos. Ahora sólo surgen algunos bosquecillos y a lejos el Bosque de Nieppe y el bosque Clairmarais. Numerosas huertas, campos de cultivo (trigo, cebada, avena, lino, colza, remolacha, tabaco, lúpulo para la fabricación de la cerveza, patatas) y pastos (vaca flamenca) le protegen de las inclemencias y del calor del sol en verano (Flandes es una región desprovista de capas freáticas).
- 1792: En agosto-septiembre, Cassel sirve de cuartel general al Ejército del Norte durante las operaciones que condujeron a batalla de Hondschoote. Allí se encontraron el gran físico y general Carnot y el general Houchard
- En 1851, el naturalista J. Macquart, en 1851 describía2 del siguiente modo el panorama visible desde Cassel, abarcando toda el Flandes francesa ; “de Dunkerque a Lille”; “Esta próspera región donde las tierras cultivables rivalizan de fertilidad con los numerosos pastos, es equivalente a un extenso bosque salpicado de pequeños claros, y sin embargo, a excepción del bosque de Nieppe, del bosque de Clairmarais y de algunos bosquecillos, todas las plantaciones que parecen cubrir la tierra son las de las huertas, en cuyo interior se encuentran árboles frutales, y los límites, generalmente adornado con unos o dos líneas de olmos. Entre los setos de espino o andrinos surgen robles, álamos, fresnos. El borde de los caminos tienen álamos de Holanda (madera blanca), cuyas raíces rastreras endurecen el suelo y absorben la humedad, mientras que una amplia zanja preserva de este efecto los campos ribereños.»
- Primera Guerra Mundial: El General Foch establece su cuartel general a partir de 1914. Es también el cuartel general del ejército Británico desde donde se dirige la rama septentrional del frente del oeste
- Segunda Guerra Mundial: En mayo de 1940, la ciudad fue bombardeada por la aviación alemana. La retaguardia británica resistió durante tres días, lo que facilitó la salida de los ejércitos aliados en Dunkerque
- 1955: El municipio acoge en mayo el 2ª etapa de la prueba ciclista “los cuatro días de Dunkerque”

## Administración
| Mandato       | Alcalde      | Partido | Otros cargos      |
| ------------- | ------------ | ------- | ----------------- |
| marzo de 2008 | René Decodts | DVG     | Consejero general |
| marzo de 2001 | René Decodts | DVG     | Consejero general |
| marzo de 1995 | René Decodts | DVG     |                   |
| marzo de 1989 | René Decodts | DVG     |                   |

Nota: DVG = Divers Gauche (Diversos Izquierda). Candidatos independientes de izquierdas que no pertenecen a ningún partido político.

### Municipios limítrofes

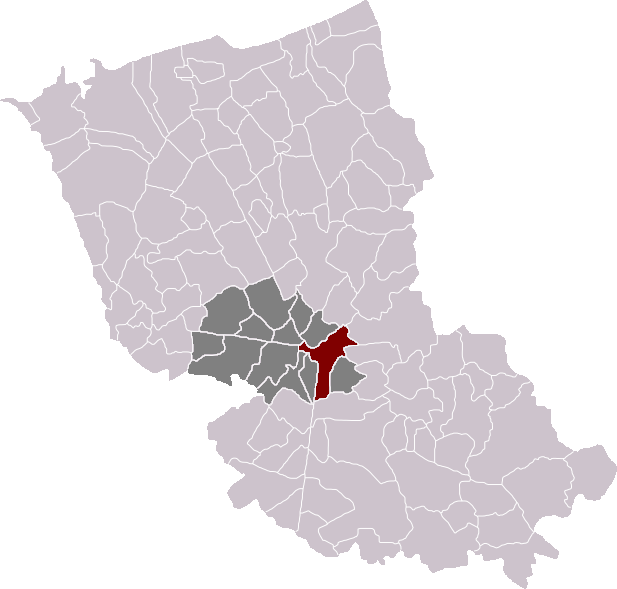
Situation del municipio de Cassel en su cantón y en el distrito de Dunkerque

- Norte: Oudezeele
- Noroeste: Wemaers-Cappel
- Oeste: Zuytpeene
- Suroeste: Bavinchove y Oxelaëre
- Sur: Hondeghem
- Sureste: Sainte-Marie-Cappel
- Este: Steenvoorde y Terdeghem

## Demografía
| 5 030                                                                 | 3 601 | 3 809 | 4 241 | 4 410 | 4 495 | 4 231 | 4 334 | 4 180 | 4 260 | 4 242 | 4 258 | 4 291 | 4 276 | 3 839 | 3 931 | 3 562 | 3 222 | 3 091 | 3 018 | 2 955 | 2 912 | 2 721 | 2 725 | 2 429 | 2 680 | 2 479 | 2 621 | 2 340 | 2 223 | 2 177 | 2 290 |
| (Fuente: Des villages de Cassini aux communes d’aujourd’hui et INSEE) |       |       |       |       |       |       |       |       |       |       |       |       |       |       |       |       |       |       |       |       |       |       |       |       |       |       |       |       |       |       |       |

## Cultura y patrimonio

### Cultura
Los gigantes de Cassel son Reuze Papa y Reuze Maman, héroes legendarios.
El carnaval se celebra cada año el Lunes de Pascua.

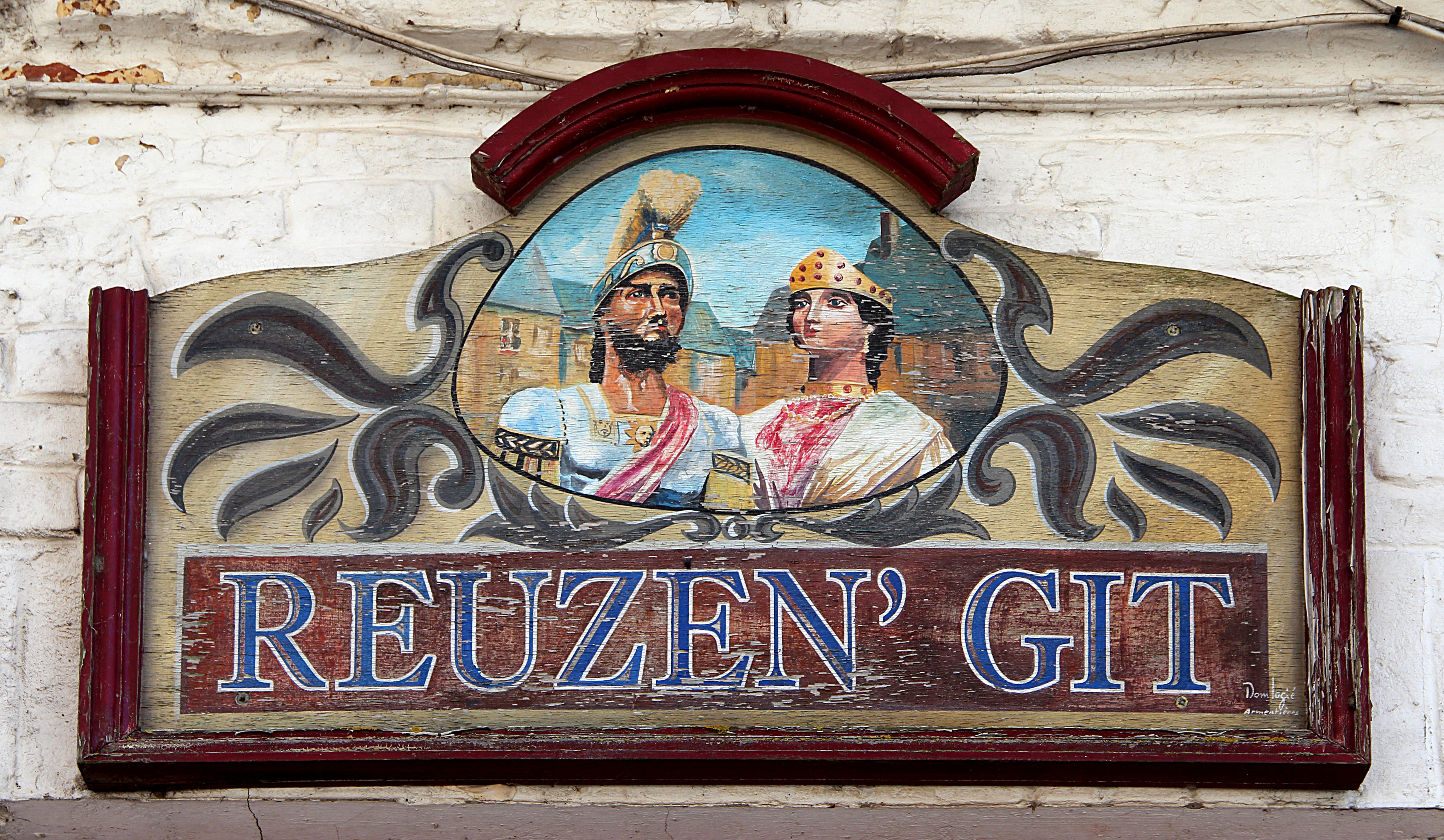
Reuze Papá y Reuze Mamá
Famoso por su gigante Reuze Papá (6,25 m). Se acompaña El gigante sale dos veces al año, la primera el domingo que precede el Martes de Carnaval y la segunda en el carnaval del Lunes de Pascua acompañado por  su mujer, Reuze Mamá (5,85 m). El carnaval del Lunes de Pascua es la ocasión de una gran fiesta donde Reuze Papá y Reuze Mamá vuelven a entrar al redil y que simboliza el cierre del conjunto de los carnavales de la región de los cuales el más conocido es él de Dunkerque. La banda de Cassel que acompaña a los dos gigantes toca con este motivo el “Reuze lied” o melodía del Reuze, un tema conocido por todos los carnavaleros de Cassel: “Als de groote klokke luidt, de reuze komt uit " a través de las calles de Cassel durante seis horas. Obra de Ambroise Bafcop, Reuze Papá, decano de los gigantes de Francia, fue creado en 1827. Alexis Bafcop creó a su esposa en 1860. Son el símbolo por excelencia de la identidad de Cassel ferozmente defendida. Desde noviembre de 2005, los gigantes de Cassel forman parte en el patrimonio mundial de la UNESCO como obras maestras del patrimonio oral e inmaterial de la humanidad.
Radio Uylenspiegel
Es desde el Monte Cassel que se emite desde 1978 una radio libre; radio Uylenspiegel 6 (91.8 FM). Esta radio asociativa tiene por vocación de promover la lengua y la cultura flamenca. Se puede recibirla un radio de 50 kilómetros en torno a Cassel (hasta Dunkerque, Ypres, Saint Amand). Mucho tiempo pirata, obtuvo una autorización oficial de difusión cuando se liberalizó la FM, a principios de los años ochenta. Hoy aún va dirigida a la comunidad flamenca de Francia en bilingüe. Los pioneros de esta estación local han desaparecido casi todos, pero muchos auditores de la época recuerdan Klertje, Henritch von wormhout (Henri Becquaert) que daba cursos de flamenco en directo por la radio el domingo por la mañana a sus pequeños hijos Thomas, hoy animador de Radio France. El poeta flamenco Ghislain Gouwy animaba el domingo por la tarde en “en directo de Breugheland”.
Actualmente la radio Uylenspiegel se centra en el origen, la defensa y la promoción de la lengua y la cultura flamenca. Informa a sus auditores sobre la historia regional no enseñada, la actualidad musical regional desde la clásica pasando por el blues otorgando al mismo tiempo un lugar preponderante a las músicas tradicionales, a la actualidad regional; y trabaja en la instauración de curso radiofónico de flamenco occidental y holandés (lengua academizada y oficial de los flamencos del Norte en Bélgica y de los holandeses.
Festival internacional Albert-Roussel
Escaparate de la creatividad artística de Flandes, este festival de música clásica se desarrolla cada año en septiembre y octubre.

### Patrimonio
- « Kastel Meulen » (molino del castillo) sustituyó el molino del siglo XVI que se quemó en 1911. El molino de Arnèke, que pertenecía por entonces a la familia Ruytoor, fue adquirido en 1947 por Sindicato de Iniciativa. Data del siglo XVIII, es un molino de torre giratoria, tipo pivote. Está abierto al público desde 1949.

Cassel contaba con 24 molinos a principios del siglo XX.
- La colegiata de Nuestra Señora: De estilo gótico flamígero del siglo XVII. Cabecera y fachada occidental del siglo XI.

- Jardín público: Panorama de las llanuras de Flandes. (Como decían nuestros mayores: "desde aquí se pueden contemplar cinco reinos, los de Francia, de Bélgica, de Holanda, de Inglaterra y el Reino de Dios").

- Palacio de la Noble-Cour: Situado en la Plaza Mayor (Grand'Place).

- Museo de Flandes: Museo departamental de Arte, Historia y Focklore. En curso de restauración. Reabertura en septiembre de 2010.

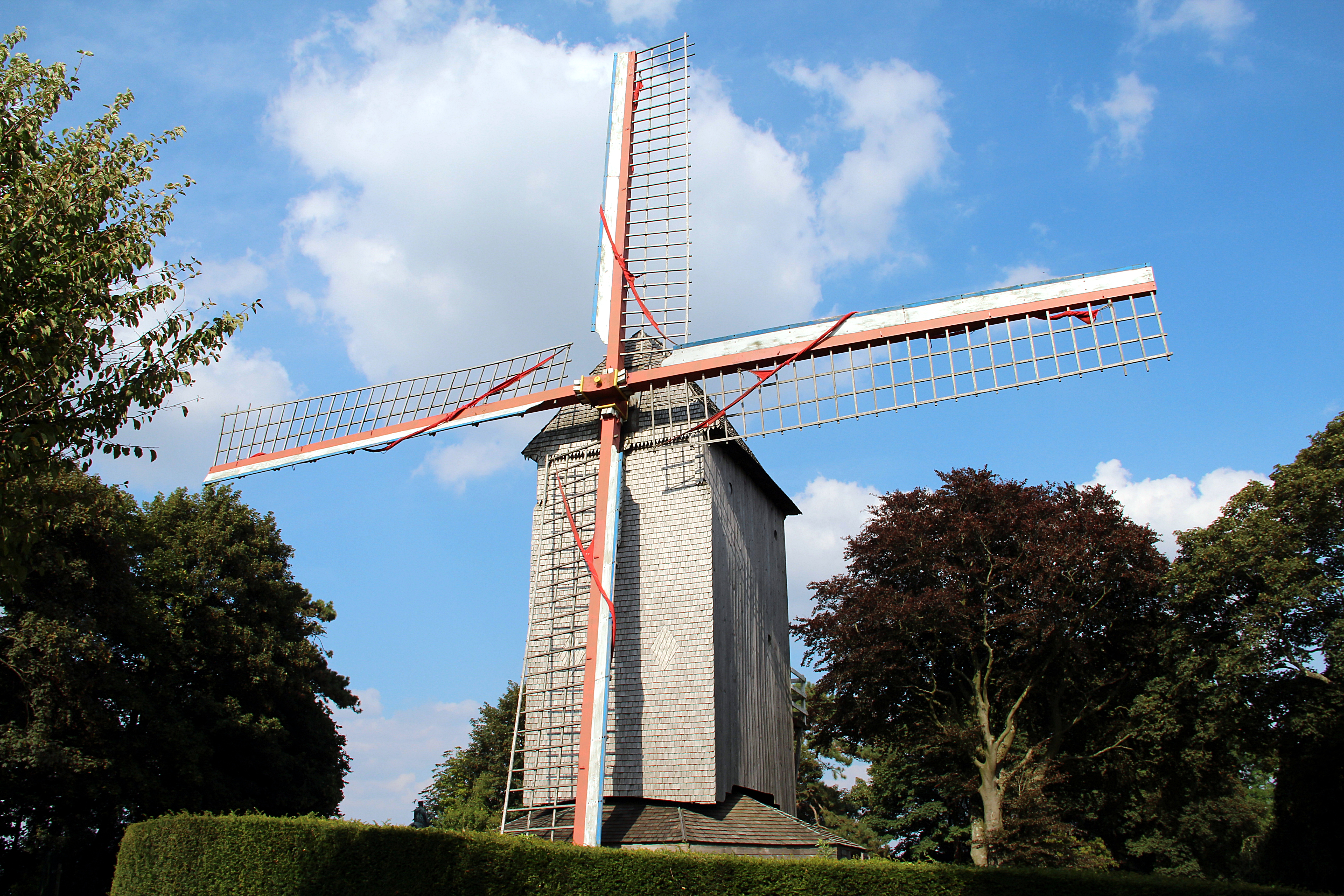
"Molino del castillo"
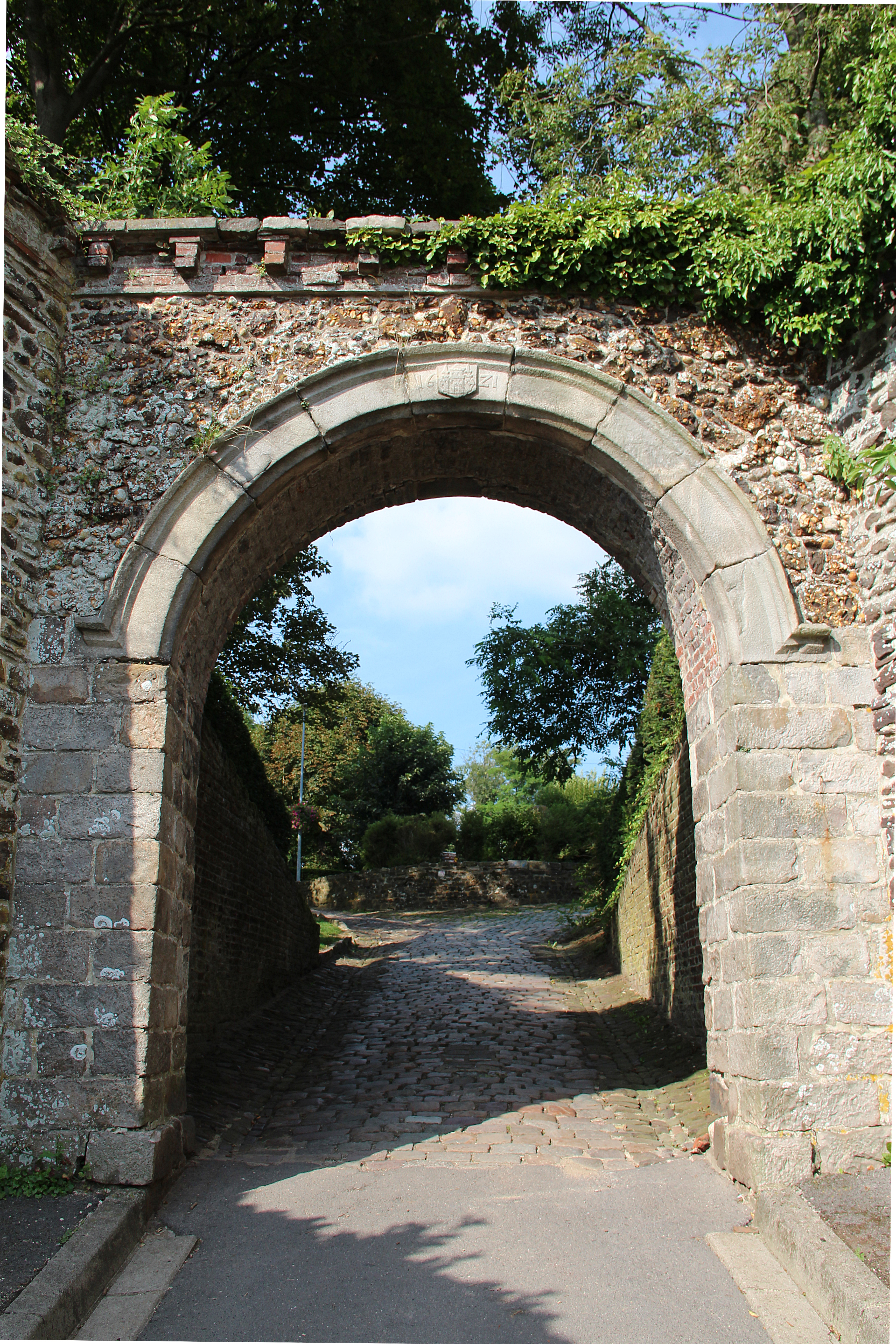
Castillo y puerta de Jardín público
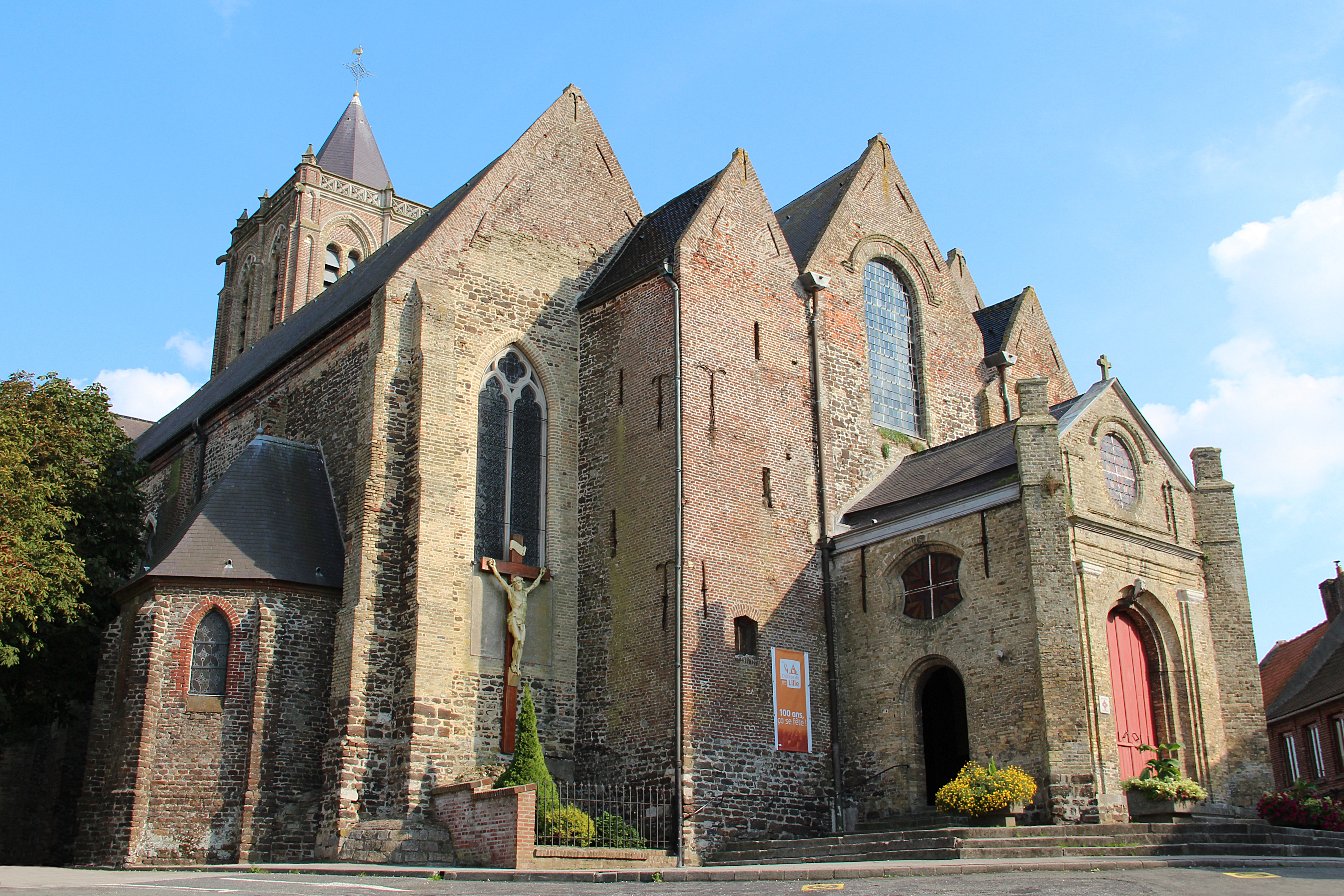
Colegiata de Nuestra Señora
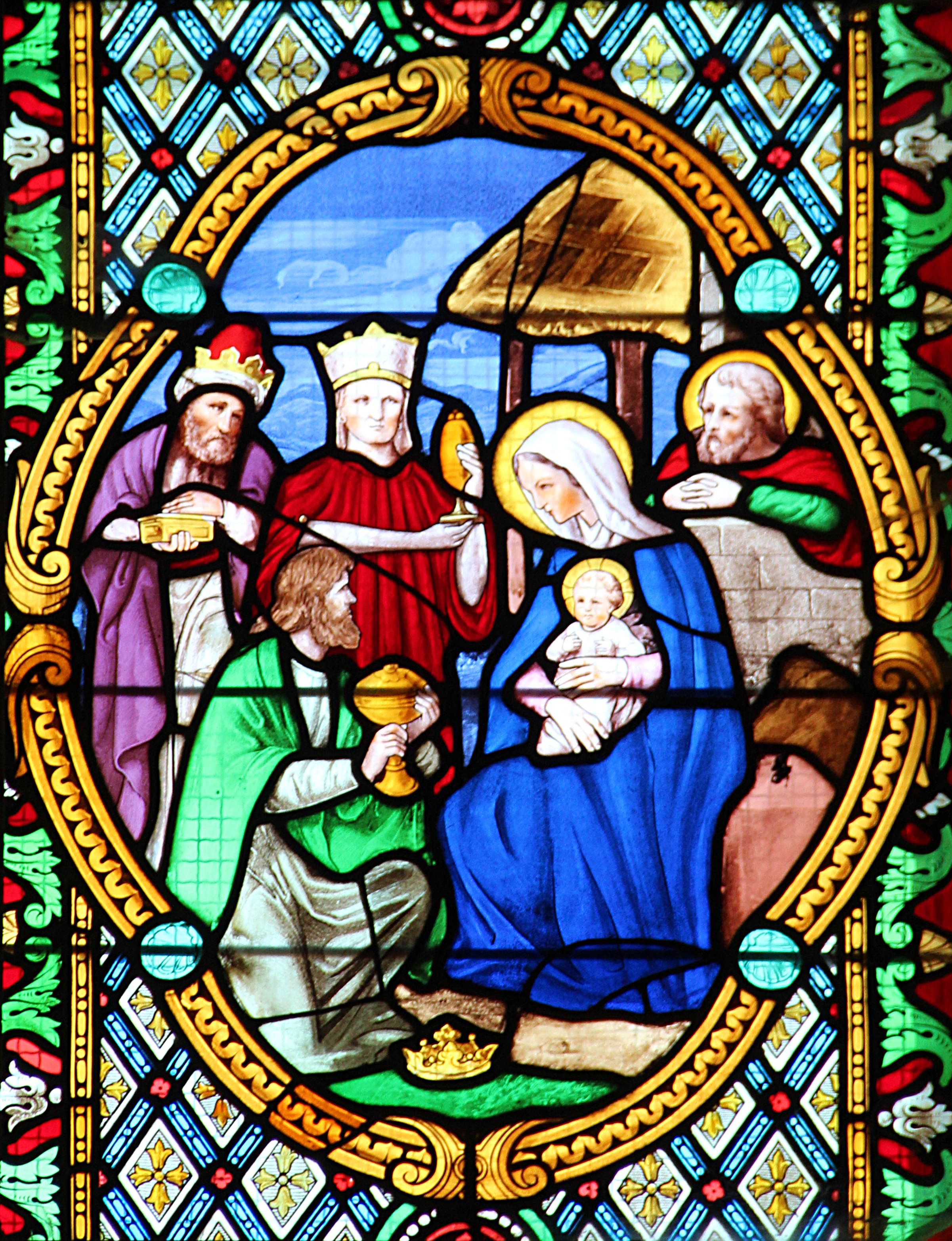
Vidriera de la Colegiata de Nuestra Señora
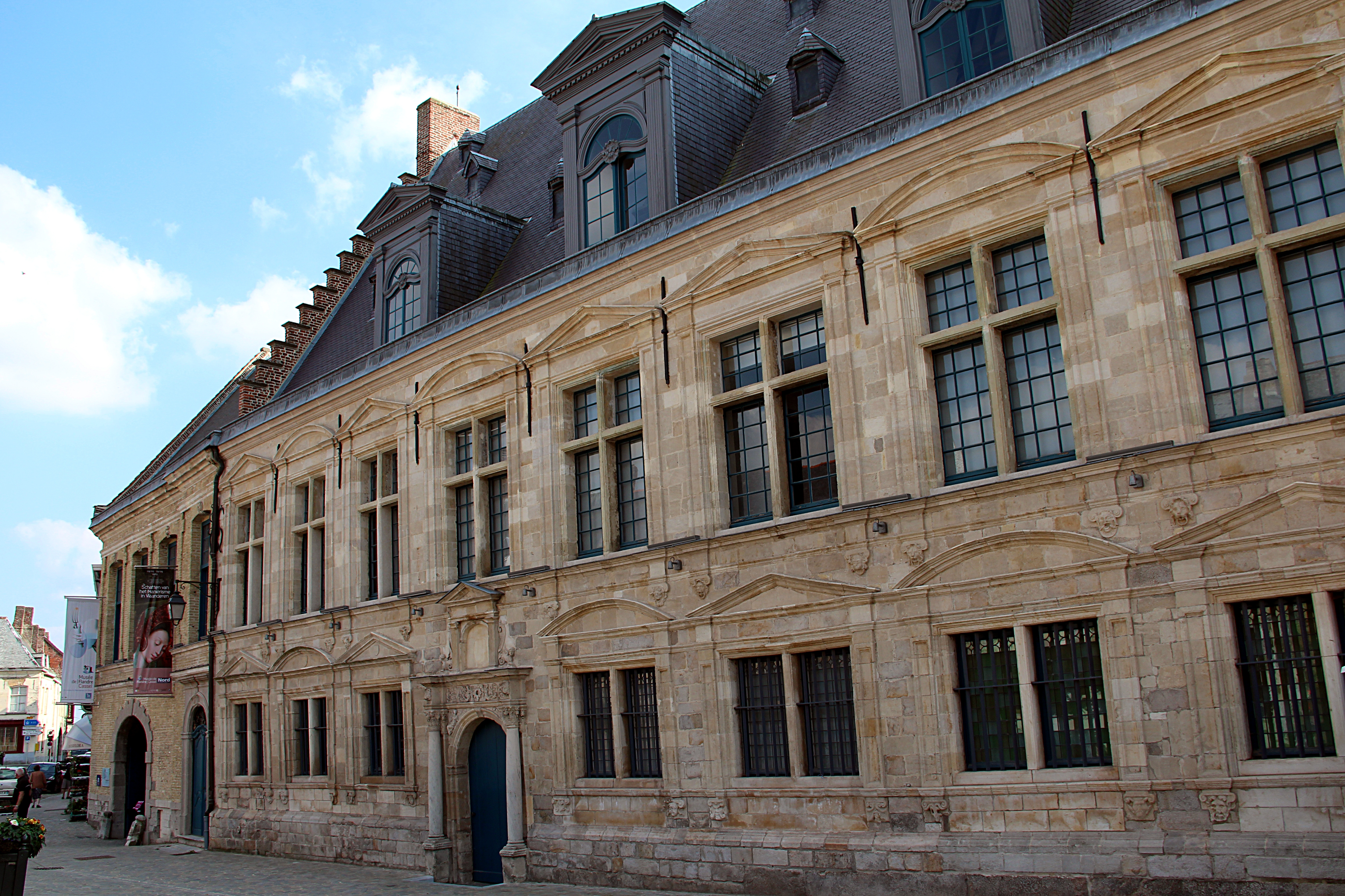
Museo de Flandes
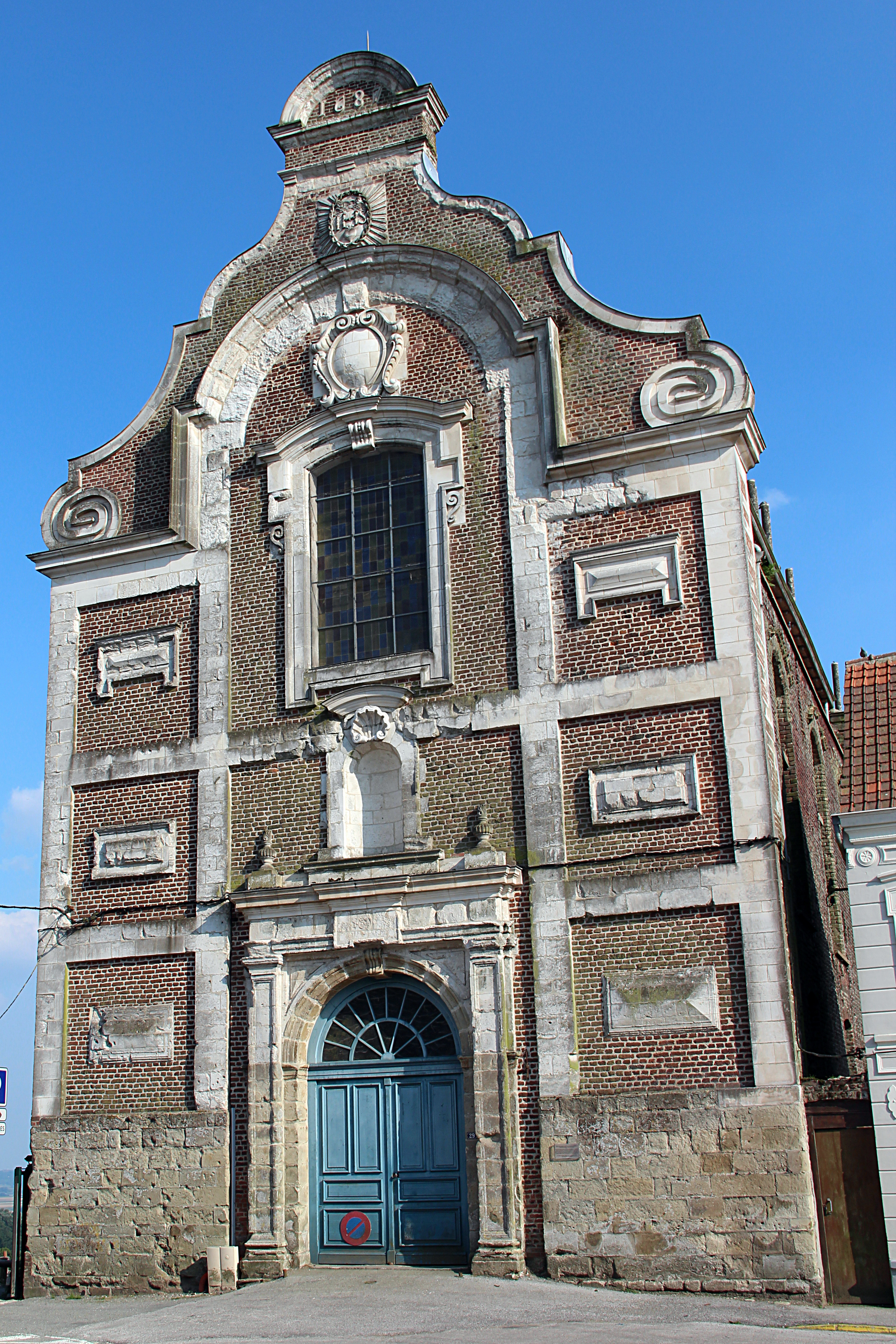
Antiguo colegio jesuita
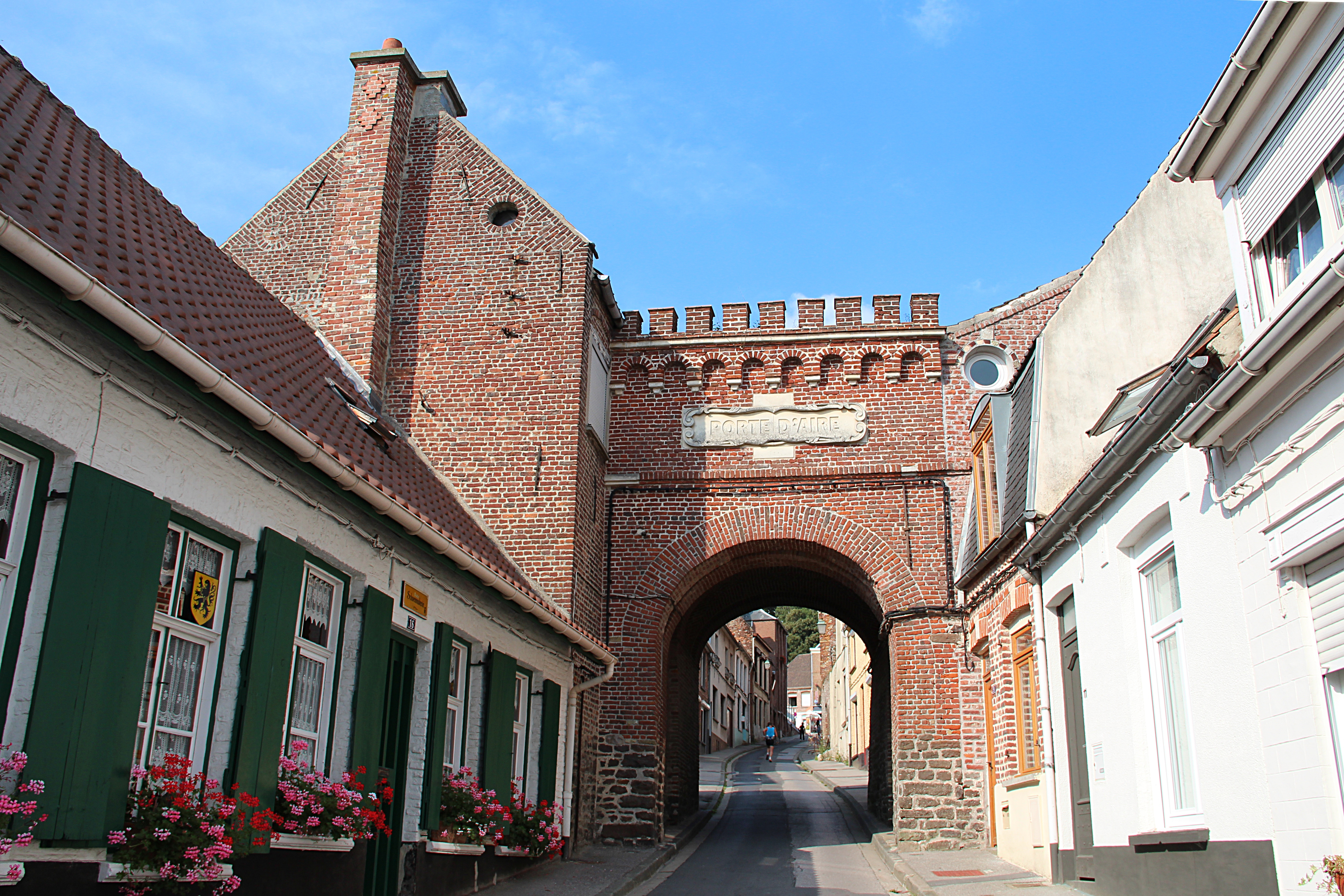
Porte d'Aire
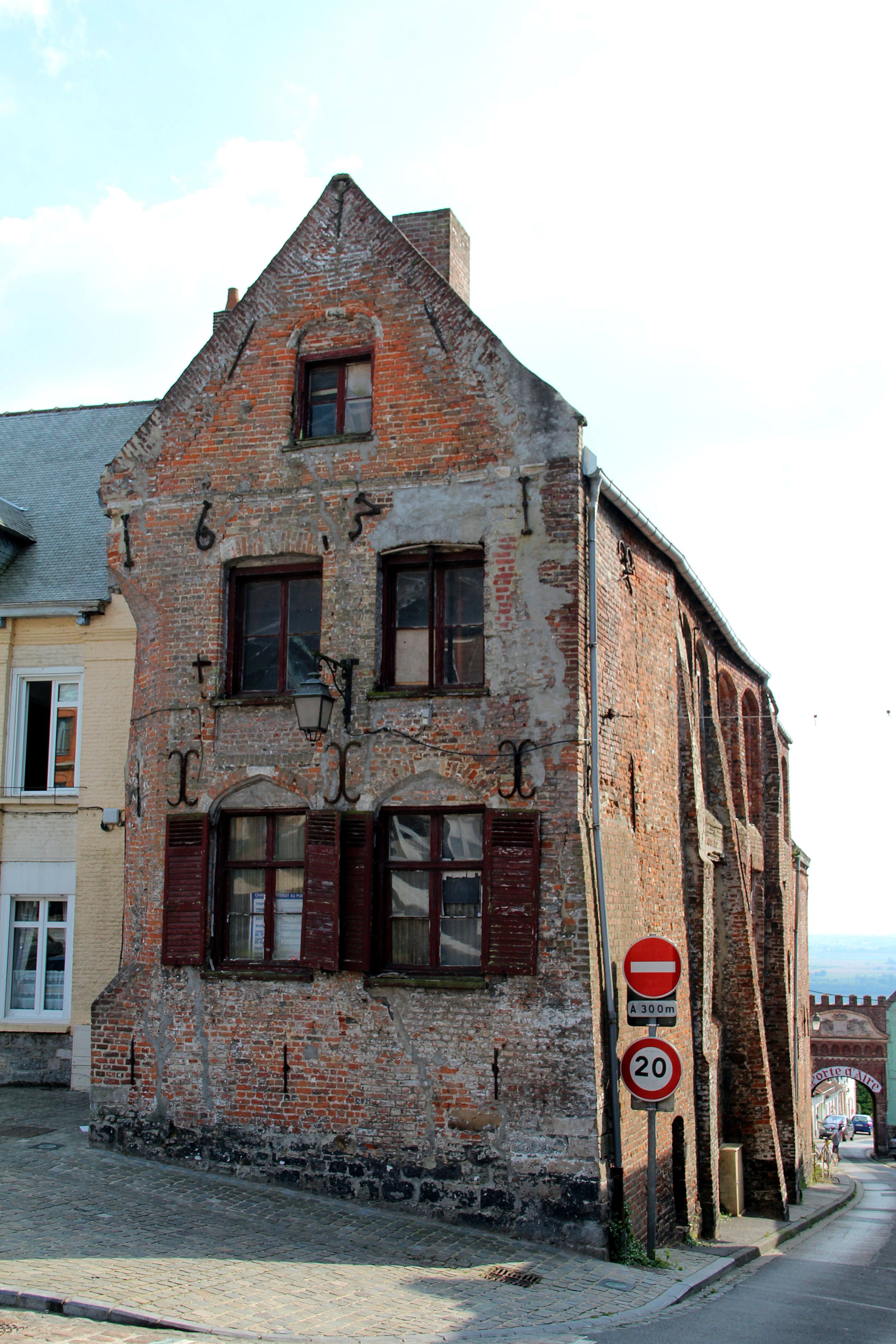
Antigua casa catalogada (siglo XVII)
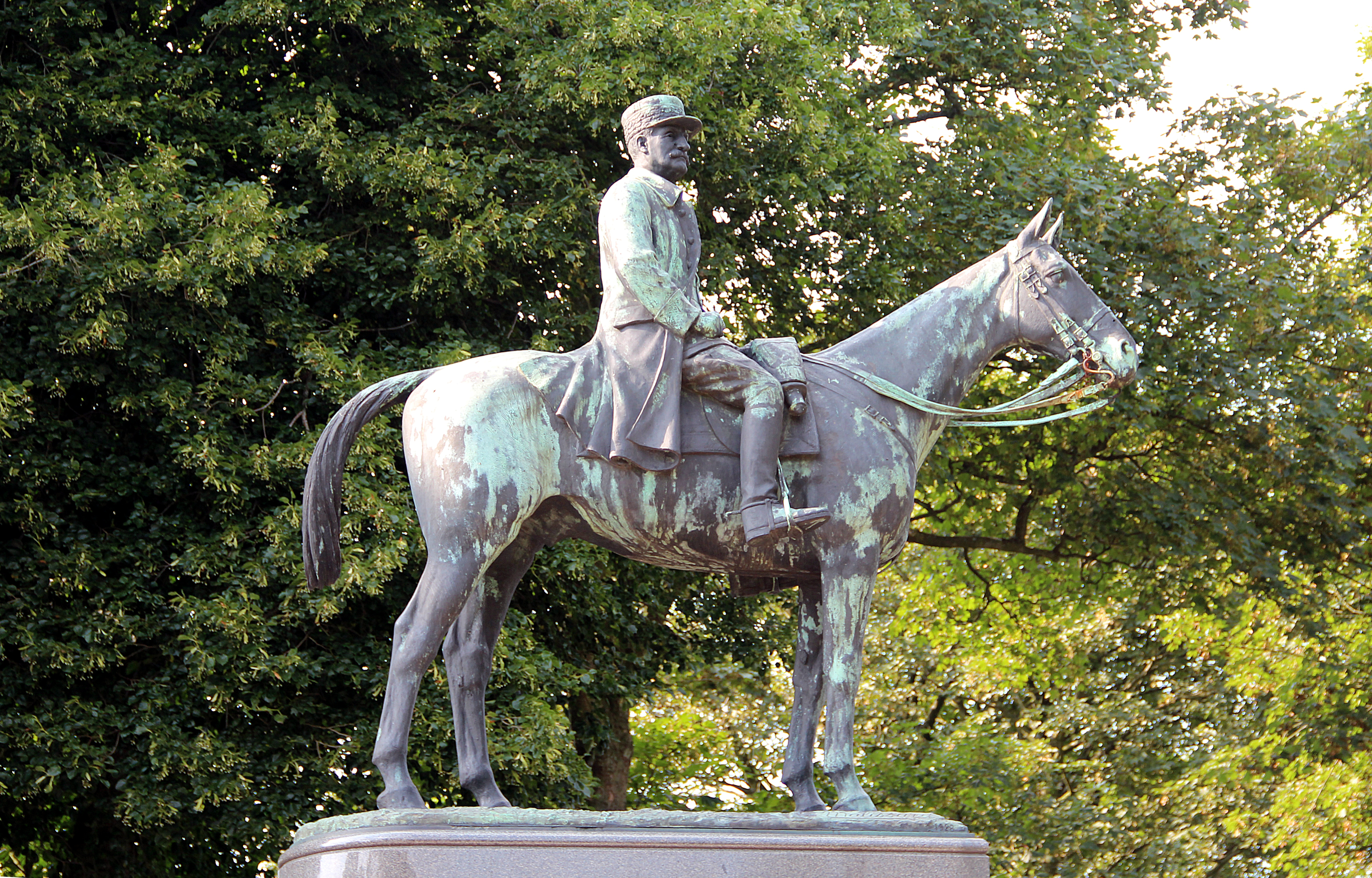
Estatua ecuestre del mariscal Foch

|thumb|225px

## Personalidades vinculadas al municipio
- El general Vandamme, héroe del Primer Imperio, nació en Cassel el 5 de noviembre de 1770. Falleció el 15 de julio de 1830.
- Ambroise Bafcop (1802-1876), pintor y escultor, se le debe le escultura de Reuze Papa (1827).
- Alexis Bafcop (1804-1895), pintor y escultor, se le debe le escultura de Reuze Maman (1860).
- Auguste Taccoen, nacido en Lille en 1830, fallecido en París en 1892, compositor, autor de numerosas canciones, se le debe la melodía del Reuze.
- Maurice Deschodt pintor local nacido en Cassel en 1889, fallecido en 1971.
- Damien Top, nacido en 1963, tenor, musicólogo y director de orquesta, fundador del Festival internacional Albert-Roussel.